# Huld
Huld is een Völva of seiðkona uit de Noordse mythologie. Ze praktiseert seiðr en wordt genoemd in de Ynglinga saga, de Sturlunga saga en enkele andere IJslandse manuscripten uit de late middeleeuwen.
In latere bronnen is ze de minares van Odin en moeder van Þorgerðr Hölgabrúðr en Irpa. Huld is mogelijk van origine dezelfde figuur als de Huldra en de Germaanse Holda (zie ook Vrouw Holle).
- In de Ynglinga saga wordt genoemd dat Huld wordt ingehuurd om de Zweedse koning Vanlade te doden door de vrouw van de koning (Drífa). De koning gaat dood door een mare (zie nachtmerrie). Er werd een steen voor hem opgericht bij de rivier Skytaa.
- In Ynglingatal uit de negende eeuw wordt de gebeurtenis ook genoemd.
- Later wordt ze ingehuurd door de kleinkinderen van Vanlade om zijn zoon Visbur te doden.
- In de Sturlunga saga wordt verteld dat Sturla Þórðarson de koning (Magnús lagabœtir) vermaakt met een verhaal over Huld in 1263. Het verhaal gaat over een machtige trollenvrouw. Het vertellen van het verhaal nam een groot deel van de dag in beslag.